# Die Villa im Tiergarten
Die Villa im Tiergarten ist ein 1926 entstandenes, deutsches Stummfilmkrimidrama von Franz Osten mit Joe Stöckel in der Hauptrolle. Die Geschichte basiert auf dem gleichnamigen Roman (1924) von Artur Landsberger.

## Handlung
Der ehemalige Boxer Willy Blech ist ein ebenso bulliger und kraftstrotzender wie im Kern seines Wesens eigentlich gutmütiger und sogar guter Mensch, den die Umstände auf die schiefe Bahn gebracht haben. Aus der Not heraus wurde er zum Einbrecher und Ganoven und von sehr viel schlaueren Schurken immer tiefer in den sozialen Abgrund gestoßen. Obwohl zu einem ehrlichen Leben bereit, gelingt es Willy einfach nicht, mit anständiger Arbeit sein Leben zu bestreiten. Immer wieder stößt er auf frühere Bandenkumpane, die ihn erneut in den Sumpf ziehen. 
Die Weihnachtszeit naht, und Willy will unbedingt zu Barem gelangen, um im bescheidenen Rahmen ein schönes Fest auf die Beine zu stellen. Und so kommt er auf die Schnapsidee, in die filmtitelgebende Villa in Berlin-Tiergarten einzubrechen. Ausgerechnet dort aber halten sich gerade feierwillige Junggesellen aus der gesellschaftlichen Oberschicht und ihre entsprechenden Freundinnen auf. Und so endet auch dieser Weihnachtstraum für Willy Blech hinter Gefängnismauern.

## Produktionsleitung
Gedreht vom 29. Oktober bis zum 23. November 1926 im Grunewald-Atelier Berlins, erlebte Die Villa im Tiergarten seine Premiere am 23. Januar 1927. Die Länge des mit Jugendverbot belegten Sechsakters betrug 2258 Meter.
Max Heilbronner gestaltete die Filmbauten.

## Kritik
Die Klagenfurter Zeitung schrieb: „Zur Gruppe sehenswerter, fesselnder Filmschauspiele aus dem dunklen Gebiete des Berufsverbrecherlebens zählt … „Die Villa im Tiergarten“.“. 